# Gentiana sumatrana
Gentiana sumatrana är en gentianaväxtart som beskrevs av Henry Nicholas Ridley. Gentiana sumatrana ingår i släktet gentianor, och familjen gentianaväxter. Utöver nominatformen finns också underarten G. s. humifusa.